# Episodi de Le ragazze della porta accanto
La prima stagione della serie televisiva Le ragazze della porta accanto è stata trasmessa in anteprima in Francia da TF1 tra il 20 dicembre 1993 e il 31 gennaio 1995.
| nº  | Titolo originale                    | Titolo italiano | Prima TV Francia | Prima TV Italia |
| --- | ----------------------------------- | --------------- | ---------------- | --------------- |
| 1   | Un appartement de rêve              |                 | 20 dicembre 1993 |                 |
| 2   | Des voisins charmants               |                 | 21 dicembre 1993 |                 |
| 3   | Les clefs mentent                   |                 | 22 dicembre 1993 |                 |
| 4   | Panne de télé                       |                 | 23 dicembre 1993 |                 |
| 5   | Jalousies                           |                 | 24 dicembre 1993 |                 |
| 6   | Électroménager                      |                 | 27 dicembre 1993 |                 |
| 7   | Un gros chagrin                     |                 | 28 dicembre 1993 |                 |
| 8   | Le petit monstre                    |                 | 29 dicembre 1993 |                 |
| 9   | L'amour... Toujours l'amour         |                 | 30 dicembre 1993 |                 |
| 10  | L'inconnu                           |                 | 31 dicembre 1993 |                 |
| 11  | Une belle histoire                  |                 | 3 gennaio 1994   |                 |
| 12  | Faux frères                         |                 | 4 gennaio 1994   |                 |
| 13  | Surpression générale                |                 | 5 gennaio 1994   |                 |
| 14  | Lettre d'amour                      |                 | 6 gennaio 1994   |                 |
| 15  | Accident                            |                 | 7 gennaio 1994   |                 |
| 16  | Un coeur tendre                     |                 | 10 gennaio 1994  |                 |
| 17  | Les fleurs                          |                 | 11 gennaio 1994  |                 |
| 18  | Une bonne copine                    |                 | 12 gennaio 1994  |                 |
| 19  | Question d'humanité                 |                 | 13 gennaio 1994  |                 |
| 20  | Sauvetage amer                      |                 | 14 gennaio 1994  |                 |
| 21  | Rumeur                              |                 | 17 gennaio 1994  |                 |
| 22  | Un plan génial                      |                 | 18 gennaio 1994  |                 |
| 23  | La foulure                          |                 | 19 gennaio 1994  |                 |
| 24  | Mauvaise humeur                     |                 | 20 gennaio 1994  |                 |
| 25  | Le rival                            |                 | 21 gennaio 1994  |                 |
| 26  | La tombola                          |                 | 24 gennaio 1994  |                 |
| 27  | Cocooning                           |                 | 25 gennaio 1994  |                 |
| 28  | Compensations                       |                 | 26 gennaio 1994  |                 |
| 29  | Damnation                           |                 | 27 gennaio 1994  |                 |
| 30  | La danse                            |                 | 28 gennaio 1994  |                 |
| 31  | Tension                             |                 | 31 gennaio 1994  |                 |
| 32  | Lis tes ratures                     |                 | 1º febbraio 1994 |                 |
| 33  | Les excuses                         |                 | 2 febbraio 1994  |                 |
| 34  | La caméra vidéo                     |                 | 3 febbraio 1994  |                 |
| 35  | La cabine de bronzage               |                 | 4 febbraio 1994  |                 |
| 36  | L'idôle                             |                 | 7 febbraio 1994  |                 |
| 37  | L'homme de ma vie                   |                 | 8 febbraio 1994  |                 |
| 38  | Le placard                          |                 | 9 febbraio 1994  |                 |
| 39  | La séance photo                     |                 | 10 febbraio 1994 |                 |
| 40  | Expérience explosive                |                 | 11 febbraio 1994 |                 |
| 41  | Ça minerve                          |                 | 14 febbraio 1994 |                 |
| 42  | L'ascenseur                         |                 | 15 febbraio 1994 |                 |
| 43  | Casting                             |                 | 16 febbraio 1994 |                 |
| 44  | La gagnante                         |                 | 17 febbraio 1994 |                 |
| 45  | Les parallèles se rencontrent       |                 | 18 febbraio 1994 |                 |
| 46  | Soupçons                            |                 | 21 febbraio 1994 |                 |
| 47  | Blocage                             |                 | 22 febbraio 1994 |                 |
| 48  | Trois nourrices pour un bébé        |                 | 23 febbraio 1994 |                 |
| 49  | Du muscle                           |                 | 24 febbraio 1994 |                 |
| 50  | L'avocat                            |                 | 25 febbraio 1994 |                 |
| 51  | Décibels                            |                 | 28 febbraio 1994 |                 |
| 52  | Miss Club                           |                 | 1º marzo 1994    |                 |
| 53  | La fée du logis                     |                 | 2 marzo 1994     |                 |
| 54  | La réaction                         |                 | 3 marzo 1994     |                 |
| 55  | Fulvia                              |                 | 4 marzo 1994     |                 |
| 56  | La championne                       |                 | 7 marzo 1994     |                 |
| 57  | Un homme... un vrai                 |                 | 8 marzo 1994     |                 |
| 58  | Baby Sitting                        |                 | 9 marzo 1994     |                 |
| 59  | Le talent d'Achille                 |                 | 10 marzo 1994    |                 |
| 60  | Copain, copine                      |                 | 11 marzo 1994    |                 |
| 61  | La chaîne                           |                 | 14 marzo 1994    |                 |
| 62  | Coups sans blessures                |                 | 15 marzo 1994    |                 |
| 63  | Les roses                           |                 | 16 marzo 1994    |                 |
| 64  | L'anniversaire                      |                 | 17 marzo 1994    |                 |
| 65  | Le héros du jour                    |                 | 18 marzo 1994    |                 |
| 66  | La leçon de séduction               |                 | 21 marzo 1994    |                 |
| 67  | La cassette                         |                 | 22 marzo 1994    |                 |
| 68  | À sec!                              |                 | 23 marzo 1994    |                 |
| 69  | Au coin de l'oeil                   |                 | 24 marzo 1994    |                 |
| 70  | Le duo de l'âne                     |                 | 25 marzo 1994    |                 |
| 71  | La petite                           |                 | 28 marzo 1994    |                 |
| 72  | L'erreur fatale                     |                 | 29 marzo 1994    |                 |
| 73  | La stratégie de Mac Mahon           |                 | 31 marzo 1994    |                 |
| 74  | Quelle élégance                     |                 | 1º aprile 1994   |                 |
| 75  | Golden Marc                         |                 | 4 aprile 1994    |                 |
| 76  | La charité                          |                 | 5 aprile 1994    |                 |
| 77  | Le grand amour                      |                 | 6 aprile 1994    |                 |
| 78  | Super copine                        |                 | 7 aprile 1994    |                 |
| 79  | Illusions perdues                   |                 | 8 aprile 1994    |                 |
| 80  | Amie amie                           |                 | 11 aprile 1994   |                 |
| 81  | Conflit intérieur                   |                 | 12 aprile 1994   |                 |
| 82  | L'invitation                        |                 | 13 aprile 1994   |                 |
| 83  | Les garçons se cachent pour pleurer |                 | 20 luglio 1994   |                 |
| 84  | L'oeil de boeuf                     |                 | 14 aprile 1994   |                 |
| 85  | La boum                             |                 | 15 aprile 1994   |                 |
| 86  | Le nirvana                          |                 | 18 aprile 1994   |                 |
| 87  | Résultats confidentiels             |                 | 19 aprile 1994   |                 |
| 88  | Conflits                            |                 | 21 aprile 1994   |                 |
| 89  | Coups de cafard                     |                 | 25 aprile 1994   |                 |
| 90  | Le bal masqué                       |                 | 26 aprile 1994   |                 |
| 91  | Pub frappante                       |                 | 28 aprile 1994   |                 |
| 92  | Le pari                             |                 | 5 ottobre 1994   |                 |
| 93  | Le navigateur solitaire             |                 | 17 ottobre 1994  |                 |
| 94  | Abus dangereux                      |                 | 18 ottobre 1994  |                 |
| 95  | La rougeole                         |                 | 6 ottobre 1994   |                 |
| 96  | Jour noir, jour bleu                |                 | 7 ottobre 1994   |                 |
| 97  | Générations spontanées              |                 | 10 ottobre 1994  |                 |
| 98  | Questions d'éducation               |                 | 11 ottobre 1994  |                 |
| 99  | Chassé-croisé                       |                 | 12 ottobre 1994  |                 |
| 100 | Les couples                         |                 | 13 ottobre 1994  |                 |
| 101 | Panique                             |                 | 14 ottobre 1994  |                 |
| 102 | Trop c'est trop                     |                 | 19 ottobre 1994  |                 |
| 103 | Nostalgie                           |                 | 21 ottobre 1994  |                 |
| 104 | Détournement                        |                 | 24 ottobre 1994  |                 |
| 105 | Chicago Bulls                       |                 | 25 ottobre 1994  |                 |
| 106 | Tours de taille                     |                 | 26 ottobre 1994  |                 |
| 107 | Magie noire                         |                 | ottobre 1994     |                 |
| 108 | Le mauvais joint                    |                 | ottobre 1994     |                 |
| 109 | Chanteur de blues                   |                 | 1994             |                 |
| 110 | Happy Few                           |                 | 1994             |                 |
| 111 | Dépannage                           |                 | 3 novembre 1994  |                 |
| 112 | Belle, grande et bronzée            |                 | 4 novembre 1994  |                 |
| 113 | Question de vie ou de mort          |                 | novembre 1994    |                 |
| 114 | Le rôle biologique                  |                 | novembre 1994    |                 |
| 115 | Coup de fouet                       |                 | novembre 1994    |                 |
| 116 | Marié sans enfant                   |                 | 10 novembre 1994 |                 |
| 117 | Le séminaire                        |                 | 11 novembre 1994 |                 |
| 118 | Jamais deux sans trois              |                 | 14 novembre 1994 |                 |
| 119 | Une femme à hommes                  |                 | 15 novembre 1994 |                 |
| 120 | Un homme chasse l'autre             |                 | 17 novembre 1994 |                 |
| 121 | Impossible Challenge                |                 | novembre 1994    |                 |
| 122 | Le choix de Sabine                  |                 | novembre 1994    |                 |
| 123 | Guillaume                           |                 | 22 novembre 1994 |                 |
| 124 | Le retour de Fanny                  |                 | 23 novembre 1994 |                 |
| 125 | Violences                           |                 | 24 novembre 1994 |                 |
| 126 | Politique fiction                   |                 | novembre 1994    |                 |
| 127 | À fleur de peau                     |                 | 28 novembre 1994 |                 |
| 128 | Chat perché                         |                 | 29 novembre 1994 |                 |
| 129 | Outrage                             |                 | 30 novembre 1994 |                 |
| 130 | Déprimes conjuguées                 |                 | 1º dicembre 1994 |                 |
| 131 | Retour de vacances                  |                 | 2 dicembre 1994  |                 |
| 132 | Patricia                            |                 | 5 dicembre 1994  |                 |
| 133 | SOS mari en détresse                |                 | 6 dicembre 1994  |                 |
| 134 | Bouleversements                     |                 | 7 dicembre 1994  |                 |
| 135 | Les Apaches                         |                 | 8 dicembre 1994  |                 |
| 136 | Départ sans fanfare                 |                 | 9 dicembre 1994  |                 |
| 137 | Libres échanges                     |                 | 12 dicembre 1994 |                 |
| 138 | Le nouveau                          |                 | 14 dicembre 1994 |                 |
| 139 | L'égorgeur fou                      |                 | 15 dicembre 1994 |                 |
| 140 | L'insulte                           |                 | dicembre 1994    |                 |
| 141 | Une bonne journée                   |                 | dicembre 1994    |                 |
| 142 | Adeline                             |                 | 22 dicembre 1994 |                 |
| 143 | Une filleule dangereuse             |                 | 23 dicembre 1994 |                 |
| 144 | La demande en mariage               |                 | 26 dicembre 1994 |                 |
| 145 | Le remplaçant                       |                 | 27 dicembre 1994 |                 |
| 146 | Les chiens de faïence               |                 | 28 dicembre 1994 |                 |
| 147 | Récéptions                          |                 | 29 dicembre 1994 |                 |
| 148 | Des conseils avisés                 |                 | 30 dicembre 1994 |                 |
| 149 | La boum de minuit                   |                 | 2 gennaio 1995   |                 |
| 150 | Les naufragés                       |                 | 3 gennaio 1995   |                 |
| 151 | José                                |                 | 4 gennaio 1995   |                 |
| 152 | Dans le dos des copines             |                 | 5 gennaio 1995   |                 |
| 153 | Entre copains                       |                 | 6 gennaio 1995   |                 |
| 154 | Star de la pub                      |                 | 9 gennaio 1995   |                 |
| 155 | Une soeur comme les autres          |                 | 10 gennaio 1995  |                 |
| 156 | Attaques passionnelles              |                 | 11 gennaio 1995  |                 |
| 157 | Le choc des titans                  |                 | 12 gennaio 1995  |                 |
| 158 | Petit bout de banane                |                 | 13 gennaio 1995  |                 |
| 159 | La lettre                           |                 | 16 gennaio 1995  |                 |
| 160 | Changement de locataire             |                 | 17 gennaio 1995  |                 |
| 161 | Le bon moment                       |                 | 18 gennaio 1995  |                 |
| 162 | Le loup garou                       |                 | 19 gennaio 1995  |                 |
| 163 | Cartes sur table                    |                 | 20 gennaio 1995  |                 |
| 164 | Adeline revient                     |                 | 23 gennaio 1995  |                 |
| 165 | La fuite                            |                 | 24 gennaio 1995  |                 |
| 166 | La vie continue                     |                 | 25 gennaio 1995  |                 |
| 167 | Entrevue                            |                 | 26 gennaio 1995  |                 |
| 168 | L'huissier                          |                 | 27 gennaio 1995  |                 |
| 169 | Le secret                           |                 | 30 gennaio 1995  |                 |
| 170 | Le pote                             |                 | 31 gennaio 1995  |                 |